# Kiss György (szobrász, 1943–2016)
Kiss György (Budapest, 1943. augusztus 25. – 2016. április 10.) magyar szobrász-, festő-, és éremművész.

## Életpályája
Édesapja, Kiss Pál agrár mérnök, édesanyja, Magyar Anna (†1972) volt. Apai Nagyszülei Kiss György (1874-1927) törvényszéki biró és Molnár Mária voltak. 1991 januárjába ismerte meg feleségét Budapesten, majd másfél év után egy fia született.
Tanulmányait 1961 és 1963 között a budapesti Kőfaragó szakiskolán, majd 1964 és 1971 között a budapesti Magyar Képzőművészeti Főiskolán folytatta, ahol a mestere Kádár György volt. Festő szakon diplomázott és eleinte táblaképeket készített. Az 1980-as évektől kizárólag plasztikával foglalkozik, szobrászművészként működik. Jelentős éremművészeti tevékenysége. Az Országos Érembiennálé alapítása óta minden tárlaton láthatóak erőteljes, expresszív hatású mintázott alkotásai. A Magyar Nemzeti Bank számos emlékérmét adott ki tervei alapján. Ez utóbbi munkái a pénzverés technológiájából adódó szűk plasztikai lehetőségeket kihasználó, érzékenyen megfogalmazott alkotások (1994 Kossuth-, Pannonhalma-, 1998 Eötvös Loránd-, 1999 Magyar Nemzeti Bank jubileuma- emlékpénz).

## Kiállításai

### Csoportos kiállításai (válogatás)
- 1974, 1976, 1979, 1981, 1983, 1991 Országos Kisplasztikai Biennálé, Pécs
- 1977 óta minden Országos Érembiennálé, Sopron
- 1975, 1981, 1983, 1985, 1988 Biennale Internazionale Dantesca, Centro Dantesco, Ravenna (I)
- 1977 – 2000, 2004 FIDEM -kiállítás, Helsinki (FIN), Stockholm (S), Oslo (N), Neuchâtel (CH)
- 1975 CO-X, Charlottenborg, Koppenhága
- 1977 Interkunst, Palais Liechtenstein, Bécs
- 1979 XI. Festival International de la Peinture, Cagnes sur Mer
- 1979 – 1980 Modern Magyar Éremművészet, Helsinki (FIN), Stockholm (S), Oslo (N)
- 1982 Modern Magyar Éremkiállítás, Moszkva (RUS)
- 1983 Arderer '83, Bilbao
- 1983, 1985, 1987, 1989 International Biennale of Humour and Satire in the Arts, Gabrovo
- 1984 Kortárs Magyar Éremművészet, Berlin, Drezda (D)
- 1986 Biennale Internacional del Deporte en las Bellas Artes, Barcelona
- 1988 Art Expo, Graz
- 1989 Nemzetközi Éremquadriennále, Körmöcbánya (SK)
- 1992 Kunst Messe, Hamburg
- 1994 Kisszobor '94, Vigadó Galéria, Budapest
- 1995 Bronz háromszög, Városi Galéria, Nyíregyháza
- 1997 Határesetek. Az érem harmadik oldala, Budapest Galéria, Budapest
- 2001 Dante in Ungheria, Ravenna (I)
- 2002 25 éves a Nyíregyháza-Sóstó Nemzetközi Éremművészeti és Kisplasztikai Alkotótelep, Árkád Galéria, Budapest
- 2002 Mesterveretek Szabó Géza ötvösmester műhelyéből, Szegedi vár, Szeged

### Egyéni kiállításai (válogatás)
- 1967 Budapesti Műszaki Egyetem vári kollégiuma, Budapest Szentgyörgyi Józseffel
- 1972 Dürer Terem, Gyula
- 1973 Stúdió Galéria, Budapest
- 1975 Charlottenborg, Koppenhága
- 1977 Tornyai János Múzeum, Hódmezővásárhely
- 1978 Stúdió Galéria, Budapest
- 1982 Vármúzeum, Esztergom
- 1983 Városi Kiállítóterem, Nyíregyháza
- 1985 Helikon Galéria, Budapest
- 1986 Bolgár Kulturális Központ Tenk Lászlóval
- 1986 Vármúzeum, Esztergom Bráda Tiborral
- 1986 Rippl-Rónai Múzeum, Kaposvár
- 1987 Református templom, Nyírbátor
- 1988 Meller-kastély, Csurgó
- 1988 Lamberg-kastély, Mór
- 1988 Lábasház, Sopron
- 1989 József Attila Könyvtár, Makó
- 1991 Báthory István Múzeum, Nyírbátor
- 1993 Dürer Terem, Gyula
- 1994 Kölcsey Művelődési Központ, Debrecen
- 1994 Kopp & Partner, Zürich (CH) (Szentgyörgyi Józseffel és Tassy Bélával)
- 1996 OTP Galéria, Budapest
- 1996 Báthori István Múzeum, Nyírbátor
- 1997 Bibó István Gimnázium, Kiskunhalas
- 1997 Dürer Terem, Gyula
- 1999 MOL Galéria, Szolnok
- 2003 Lajos Ferenc Galéria, Gyula
- 2003 „Keresztút – Stáció”, Helikon Kastélymúzeum, Keszthely
- 2004 Magyar Nemzeti Múzeum Esztergomi Vármúzeuma, Esztergom (Vagyóczky Károllyal)

## Díjai, elismerései (válogatás)

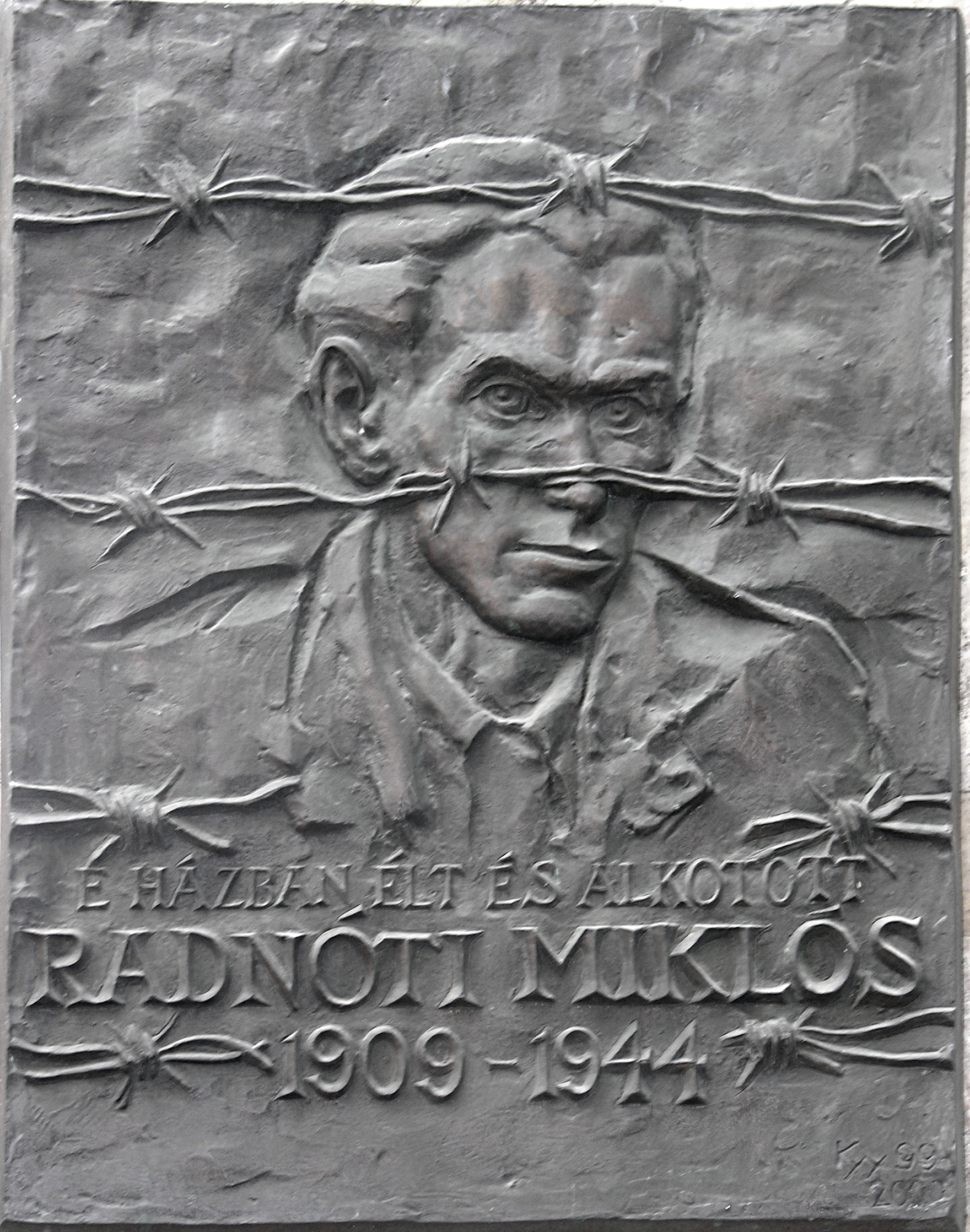
Radnóti Miklós emléktáblája egykori lakhelyén, a Pozsonyi út 1. szám alatt

- 1972–1975 Derkovits Gyula Képzőművészeti Ösztöndíj
- 1974 Hazám-pályázat festészeti díja
- 1975 XIX. Alföldi Tárlat, Békéscsaba, Szakszervezetek Megyei Tanácsának díja
- 1978 VI. Országos Akvarell Biennále, Eger, Heves megyei Tanács díja
- 1979 XXI. Alföldi Tárlat, Békéscsaba, Békés megyei Tanács különdíja
- 1982 Ezüstgerely pályázat III. díj
- 1982 XXIX. Vásárhelyi Őszi Tárlat, Csongrád megyei Tanács díja
- 1983 Dante Biennále oklevele, Ravenna
- 1983 Nemzetközi Éremművész Alkotótelep, Nyíregyháza város díja, Nyíregyháza-Sóstó
- 1984 Ezüstgerely-pályázat III. díj
- 1984–1985 SZOT-ösztöndíj
- 1985 Mezőgazdaság a Képzőművészetben pályázat I. díj
- 1985 Országos Érembiennálé, Sopron, a Képcsarnok Vállalat díja
- 1986 IX. Debreceni Országos Tárlat, Debrecen város különdíja
- 1987 Országos Érembiennálé, Sopron, Ferenczy Béni-díj
- 1988 Munkácsy Mihály-díj
- 1989 II. Körmöcbányai Quadriennále, Verde-díj
- 1989 Nemzetközi Éremművészeti és Kisplasztikai Alkotótelep, Nyíregyháza-Sóstó, Szabolcs-Szatmár-Bereg Megyei Tanács díja
- 1989 Ezüstgerely pályázat nagydíja
- 1991 Országos Érembiennálé, Sopron, Szabó Géza ötvösmester díja a legjobb vert érem tervezőjének
- 1991 MSZOSZ-díj
- 1991 Bethlen Gábor szoborpályázat I. díj
- 1993 Országos Groteszk Pályázat, Somogy megyei Művelődési Központ díja Kaposvár
- 1993 XII. Debreceni Országos Tárlat, Magyar Honvédség díja
- 1996 Gyula város díszpolgára
- 1998 Debreceni Nyári Tárlat díja
- 1999 Országos Érembiennálé, Sopron, Szabó Géza ötvösmester díja a legjobb vert érem tervezőjének

## Köztéri munkái (válogatás)

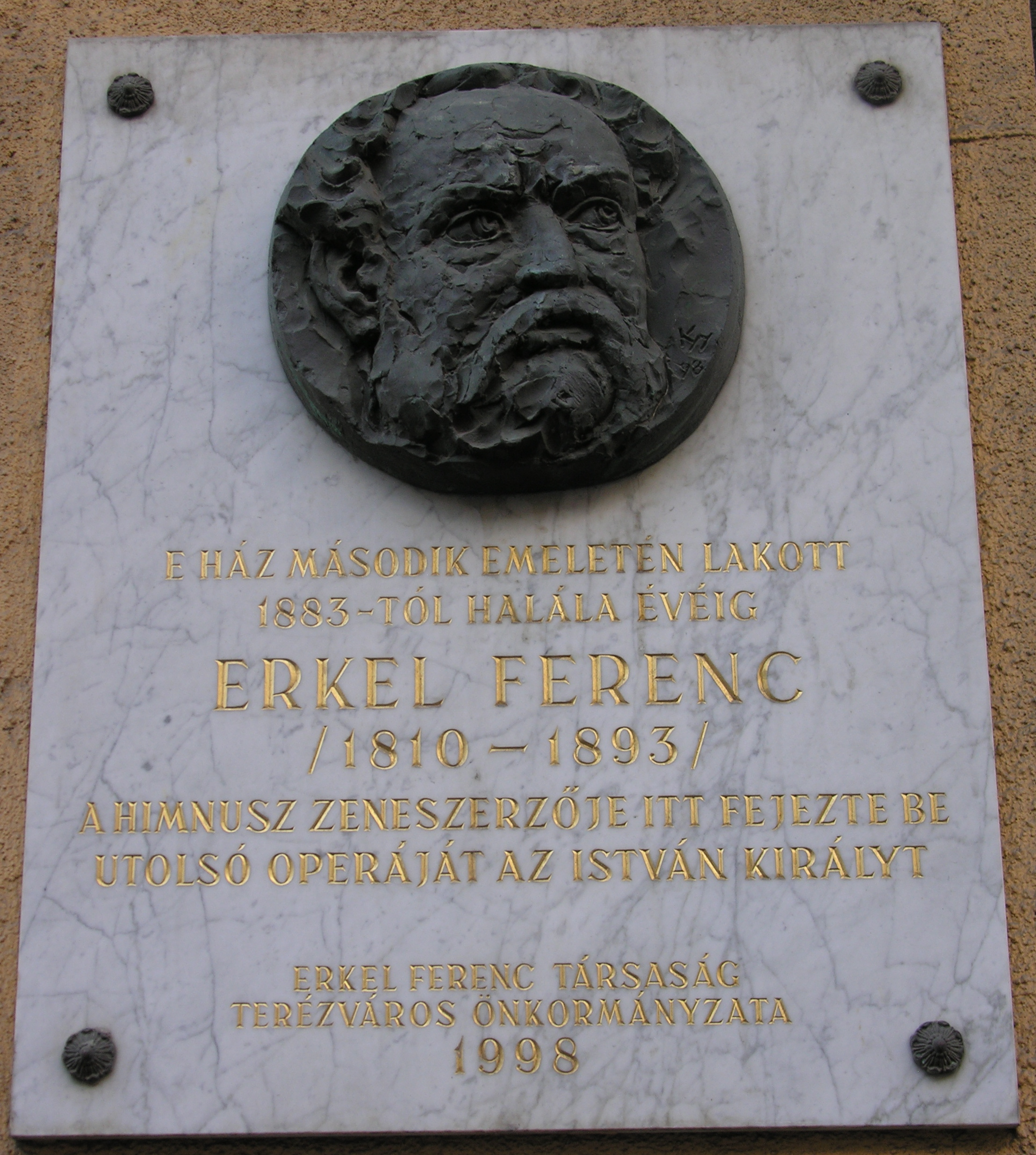
Erkel Ferenc emléktábla, Budapest, Király u. 84.

- Bocskai (mellszobor, bronz, 1984, Kőrösnagyharsány)
- Váci Mihály (névadótábla, bronz, 1984, Nyíregyháza, Váci Mihály Művelődési Központ)
- Dr. Molnár Jenő (portré, bronz, 1987, Budapest, Családtervezési Központ)
- Szabó Pál (portré, bronz, 1988, Biharugra)
- Stáció-domborművek (I-XIV, 1989-1990, Gyula, Kálvária)
- Bethlen-emlékmű (bronz, 1990, Nyírbátor)
- Országzászló domborművek (bronz, 1993, Nyírbátor)
- „Jézus szíve” római katolikus templom (a templombelső kő- és bronzplasztikái, 1993, Békéscsaba)
- Nepomuki Szent János (hídszobor, bronz, 1994, Gyomaendrőd)
- Kossuth (mellszobor, bronz, 1995, Gyula)
- Wesselényi Miklós (portré, bronz, 1996, Budapest, Wesselényi Miklós Szakközépiskola)
- Dajka Margit (emléktábla, bronz, 1997, Budapest, Lovag u. 10.)
- Dr. Papp Zoltán (portré dombormű, 1997, Mezőkövesd, Gimnázium)
- Erkel Ferenc (emléktábla, bronz, Budapest, Király u. 84.)
- Radnóti Miklós (emléktábla, bronz, 1999-2000, Budapest, Pozsonyi út 1.).

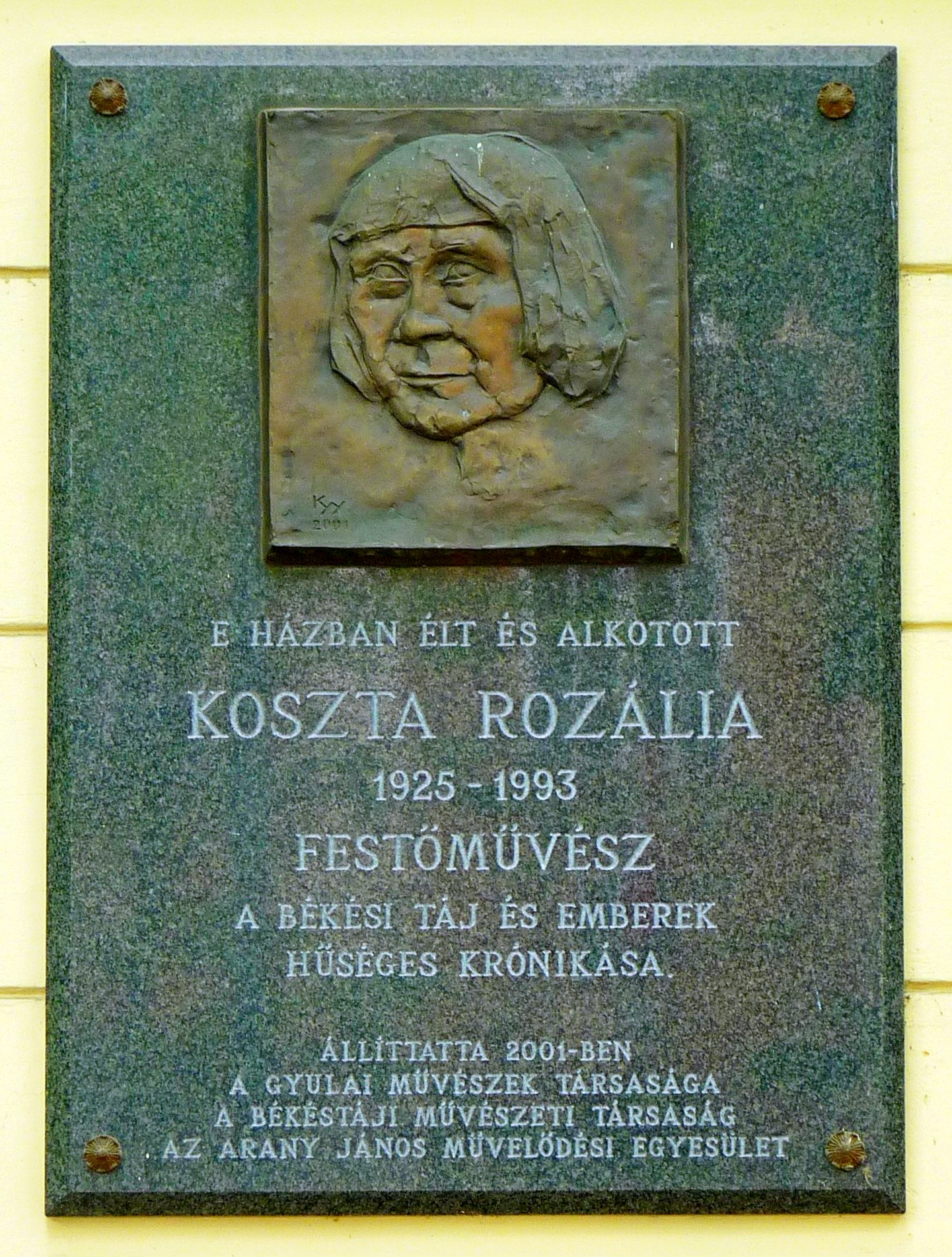
Koszta Rozália emléktáblája, Gyula